# Junior Marabel
Junior Osvaldo Marabel Jara (Capiatá, Departamento Central, Paraguay; 26 de marzo de 1998) es un futbolista paraguayo. Juega como delantero y su primer equipo fue Deportivo Capiatá. Actualmente milita en Palestino de la Primera División de Chile.

## Estadísticas
- Actualizado al 16 de agosto de 2025

| Club                       | Div.                | Temporada           | Liga  | Liga  | Copa nacional | Copa nacional | Copa internacional | Copa internacional | Total | Total |
| Club                       | Div.                | Temporada           | Part. | Goles | Part.         | Goles         | Part.              | Goles              | Part. | Goles |
| -------------------------- | ------------------- | ------------------- | ----- | ----- | ------------- | ------------- | ------------------ | ------------------ | ----- | ----- |
| Deportivo Capiatá Paraguay | 1.ª                 | 2016                | 2     | 0     | —             | —             | —                  | —                  | 2     | 0     |
| Deportivo Capiatá Paraguay | 1.ª                 | 2017                | 24    | 6     | —             | —             | —                  | —                  | 24    | 6     |
| Deportivo Capiatá Paraguay | 1.ª                 | 2019                | 7     | 1     | 3             | 1             | —                  | —                  | 10    | 2     |
| Deportivo Capiatá Paraguay | 1.ª                 | 2020                | 0     | 0     | —             | —             | —                  | —                  | 0     | 0     |
| Deportivo Capiatá Paraguay | Total               | Total               | 33    | 7     | 3             | 1             | 0                  | 0                  | 36    | 8     |
| Cerro Porteño Paraguay     | 1.ª                 | 2018                | 3     | 0     | —             | —             | 1                  | 0                  | 4     | 0     |
| Cerro Porteño Paraguay     | Total               | Total               | 3     | 0     | 0             | 0             | 1                  | 0                  | 4     | 0     |
| 12 de Octubre Paraguay     | 1.ª                 | 2020                | 11    | 1     | —             | —             | —                  | —                  | 11    | 1     |
| 12 de Octubre Paraguay     | 1.ª                 | 2021                | 16    | 1     | —             | —             | 8                  | 0                  | 24    | 1     |
| 12 de Octubre Paraguay     | Total               | Total               | 27    | 2     | 0             | 0             | 8                  | 0                  | 35    | 2     |
| Guaireña Paraguay          | 1.ª                 | 2021                | 14    | 2     | —             | —             | —                  | —                  | 14    | 2     |
| Guaireña Paraguay          | Total               | Total               | 14    | 2     | 0             | 0             | 0                  | 0                  | 14    | 2     |
| General Caballero Paraguay | 1.ª                 | 2022                | 19    | 8     | —             | —             | 4                  | 1                  | 23    | 9     |
| General Caballero Paraguay | 1.ª                 | 2023                | 9     | 5     | 1             | 0             | —                  | —                  | 10    | 5     |
| General Caballero Paraguay | Total               | Total               | 28    | 13    | 1             | 0             | 4                  | 1                  | 33    | 14    |
| Unión Argentina            | 1.ª                 | 2022                | 13    | 2     | —             | —             | —                  | —                  | 13    | 2     |
| Unión Argentina            | 1.ª                 | 2023                | 18    | 0     | —             | —             | —                  | —                  | 18    | 0     |
| Unión Argentina            | Total               | Total               | 31    | 2     | 0             | 0             | 0                  | 0                  | 31    | 2     |
| Palestino · Chile          | 1.ª                 | 2024                | 22    | 4     | 7             | 2             | 12                 | 3                  | 41    | 9     |
| Palestino · Chile          | 1.ª                 | 2025                | 18    | 6     | 4             | 1             | 9                  | 4                  | 31    | 11    |
| Palestino · Chile          | Total               | Total               | 40    | 10    | 11            | 3             | 21                 | 7                  | 72    | 20    |
| Total en su carrera        | Total en su carrera | Total en su carrera | 176   | 36    | 15            | 4             | 34                 | 8                  | 225   | 48    |